# Chris Hülsbeck

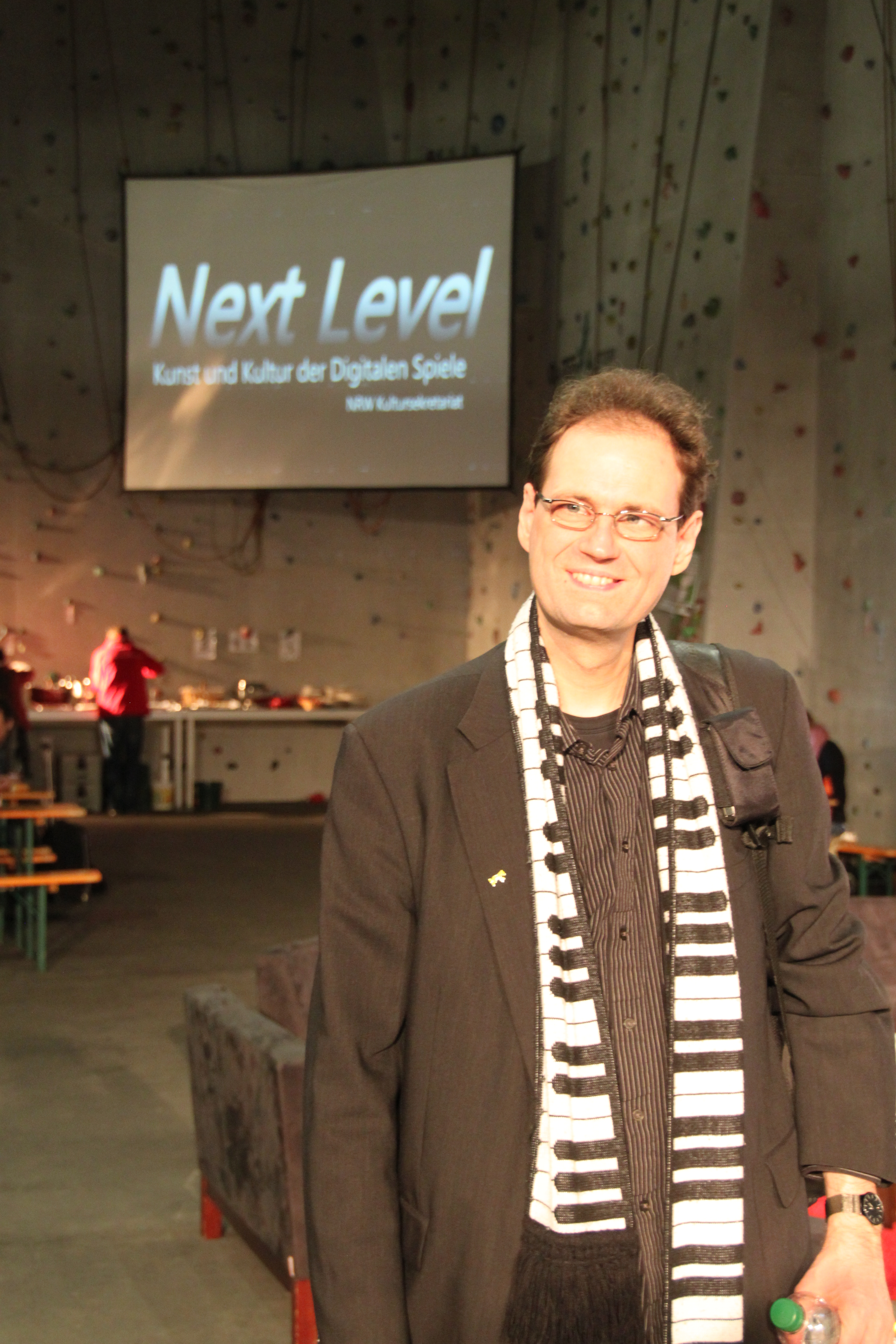
Chris Hülsbeck, Next Level Conference (2011)

Chris Hülsbeck, född 1968, är en spelmusikkompositör från Tyskland. Hülsbeck har till och med Star Wars: Rebel Strike  till Nintendo Gamecube skrivit musik till mer än 70 spel. Chris Hülsbeck musik till Commodore 64 är klassiker idag. Hans är mest känd för soundtracken till Turrican-spelen. Hans första framgång kom som 16-åring, när hans komposition "Shades" vann första pris i en musiktävling för en tysk Commodore 64-tidning.
Han skapade en musikuppspelarrutin till Amiga vid namn TFMX ("The Final Musicsystem eXtended"), som fokuserade mer på musik än konkurrenten Soundblaster, såsom logaritmiska pitchbender, ljudmakron och individuella tempon per låt.
Hans musik från Apidya, Turrican 2, Turrican 3 och The Great Giana Sisters spelades live vid Symphonic Game Music Concert i Leipzig, Tyskland mellan 2003 och 2007. Dirigent var Andy Brick. Den 23 augusti 2008 spelades hans musik vid Symphonic Shades, en konsert helt tillägnad hans verk. WDR Radio Orchestra och en kör framförde klassiker från The Great Giana Sisters, Turrican, R-Type med flera i Köln, dirigerade av Arnie Roth.

## Diskografi
- 1991 Shades
- 1992 To be on Top
- 1992 Apidya
- 1993 Turrican Soundtrack
- 1994 Native Vision - Easy life (singel)
- 1994 Rainbows
- 1995 Sound Factory
- 1997 Tunnel B1 Soundtrack
- 1997 Extreme Assault soundtrack
- 1998 Peanuts feat. Doc. Schneider - Leben betrügt (singel)
- 2000 Bridge from the past to the future (släppt på MP3.com)
- 2000 Collage (släppt på MP3.com)
- 2000 Merregnon Soundtrack, Volume 1
- 2001 Chris Hülsbeck in the Mix (släppt av ZYX Music)
- 2004 Merregnon Soundtrack, Volume 2 (engelsk och japansk version)
- 2007 Number Nine
- 2008 Symphonic Shades

## Känd musik till datorspel
- Apidya (Amiga)
- "The Baby of Can Guru" (C64-demo)
- "Dulcedo Cogitations" (C64-demo)
- The Great Giana Sisters (C64)
- Jim Power (Amiga)
- R-Type intro music (C64, Amiga)
- "Shades" (C64-demo)
- To be on Top (C64)
- Turrican 1-3 (Amiga)
- M.U.D.S. - Mean Ugly Dirty Sport (Amiga)